# Kim Seung-il
Kim Seung-il (* 2. September 1945) ist ein ehemaliger nordkoreanischer Fußballspieler. Mit der Nationalmannschaft der Demokratischen Volksrepublik Korea nahm er 1966 an der Fußball-Weltmeisterschaft 1966 in England teil; hier bestritt Kim Seung-il mit der Rückennummer „12“ zwei Spiele gegen die Sowjetunion und Chile (jeweils Gruppenphase) – gegen Italien (Gruppenphase) und Portugal (Viertelfinale) wurde Kim Seung-il nicht eingesetzt. 1966 stand er bei der Sportgruppe Moranbong unter Vertrag. Außerdem kam der Angreifer im Jahr 1965 in beiden WM-Qualifikationsspielen gegen Australien zum Einsatz; dabei traf er im Rückspiel zum 1:1 sowie zum 3:1-Endstand.